# Lara Flynn Boyle
Lara Flynn Boyle, (født 24. marts 1970) er en amerikansk skuespillerinde.
Hendes store gennembrud kom med den anmelderroste tv-serie Twin Peaks (skabt af David Lynch og Mark Frost) i 1990, hvor hun spillede rollen som Donna Hayward.